# Ángel Molina
Ángel Molina és un DJ i productor musical català. És un dels màxims exponents de la música electrònica a Catalunya, i considerat un dels millors discjòqueis espanyols, amb un estil centrat en el techno però sense oblidar altres estils com el house o el pop electrònic. La seva darrera remescla data de 2009. Ha participat en els principals esdeveniments de música electrònica a nivell europeu, amb les seves conegudes Wax Sessions. També exerceix com a assessor musical, per exemple del festival Sónar.